# Grete Stern
Grete Stern (Elberfeld, 9 maggio 1904 – Buenos Aires, 24 dicembre 1999) è stata una fotografa tedesca naturalizzata argentina. Assieme al marito Horacio Coppola contribuì a modernizzare le arti visive in Argentina e presentò la prima mostra di arte fotografica moderna a Buenos Aires nel 1935.

## Biografia
Figlia di Frida Hochberger e Louis Stern, frequentò la scuola primaria in Inghilterra. Dal 1923 al 1925 studiò arti grafiche alla Kunstgewerbeschule di Stoccarda, ma presto si interessò alla fotografia grazie alle opere di Edward Weston e Paul Outerbridge. Si trasferì a Berlino, dove prese lezioni private da Walter Peterhans.

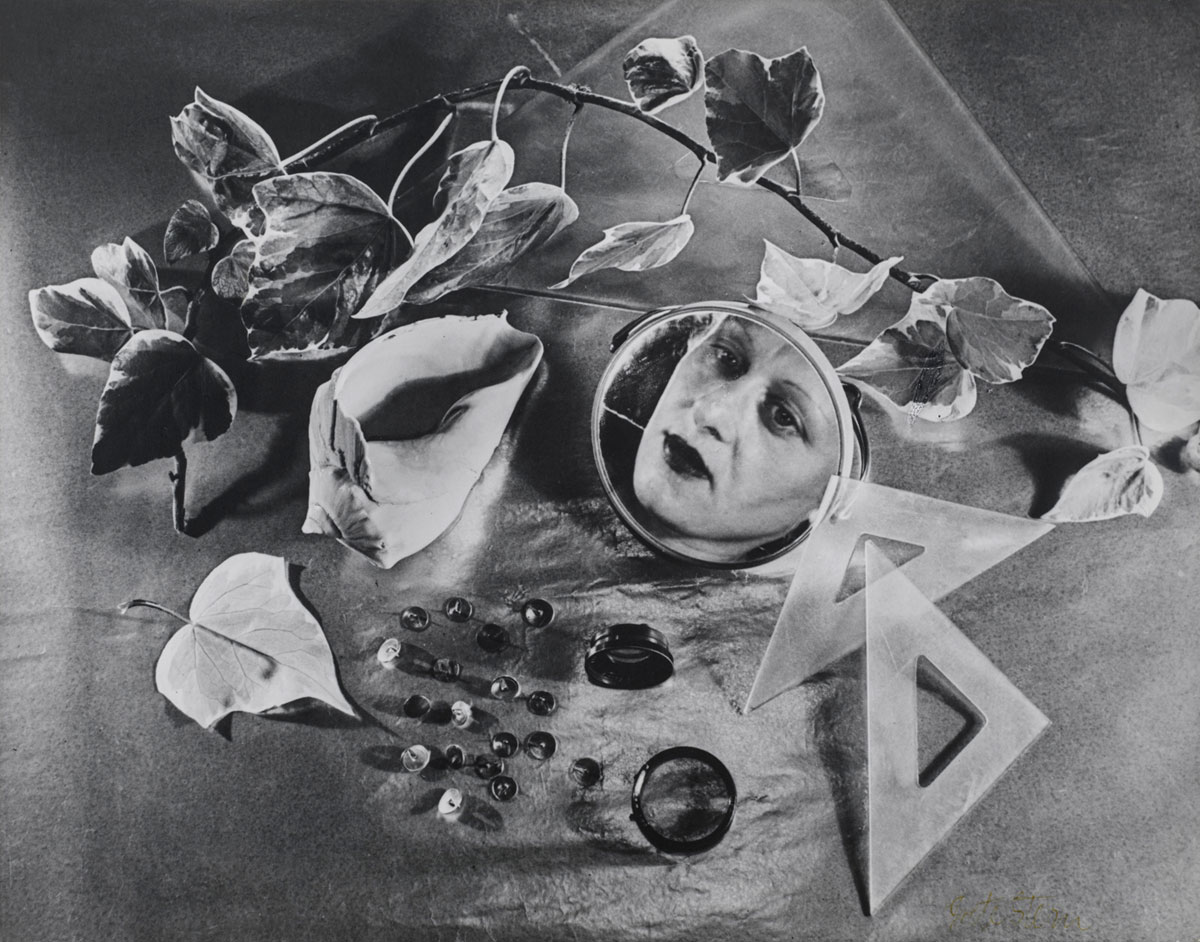
Grete Stern, Autoritratto, 1943

Nel 1930 Stern ed Ellen Rosenberg Auerbach fondarono ringl+pit, uno studio di fotografia e design con sede a Berlino, acclamato dalla critica e vincitore di importanti premi. Acquistarono le attrezzature da Peterhans e divennero note per il loro lavoro innovativo in campo pubblicitario. Il nome ringl+pit deriva dai loro soprannomi d'infanzia (Ringl per Grete, Pit per Ellen).
A intermittenza tra aprile 1930 e marzo 1933, Stern continuò i suoi studi con Peterhans presso il laboratorio di fotografia Bauhaus a Dessau, dove conobbe il fotografo argentino Horacio Coppola, suo futuro marito. Nel 1933 il clima politico della Germania nazista la portò ad emigrare con il fratello in Inghilterra, dove inaugurò un nuovo studio, per riprendere presto la sua collaborazione con Auerbach.
Stern si recò per la prima volta in Argentina in compagnia di suo marito nel 1935. La coppia allestì una mostra a Buenos Aires per conto della la rivista Sur, la prima mostra di fotografia moderna in Argentina. Nel 1958 ottenne la cittadinanza argentina.
Nel 1948 iniziò a lavorare per Idilio, una rivista illustrata femminile, rivolta specificamente alle donne della classe medio-bassa. Tra la fine degli anni '40 e l'inizio degli anni '50, Stern creò Los Sueños come illustrazioni per la rivista femminile Idilio e la sua rubrica El psicoanálisis te ayudará ("La psicoanalisi ti aiuterà"). I lettori erano incoraggiati a presentare i loro sogni da analizzare come aiuto per trovare "la conoscenza di sé e l'autoaiuto che li avrebbero aiutati ad avere successo nell'amore, nella famiglia e nel lavoro". Ogni settimana veniva selezionato un sogno, analizzato in profondità dall'esperto Richard Rest e poi illustrato da Stern attraverso il fotomontaggio. Dei circa 150 fotomontaggi prodotti, solo 46 sono giunti a noi in negativo. I fotomontaggi di Stern sono interpretazioni surreali dei sogni dei lettori che spesso respingono sottilmente i valori e i concetti tradizionali della rivista Idilio, inserendo la critica femminista dei ruoli di genere argentini e il progetto psicoanalitico nelle sue immagini. La serie Idilio è stata spesso paragonata ai disegni Sueños di Francisco Goya, una serie di disegni preliminari per la sua opera successiva, Los Caprichos.
Stern fornì fotografie per la rivista e prestò servizio come insegnante di fotografia a Resistencia presso l'Università Nazionale del Nordest nel 1959. Continuò a insegnare fino al 1985. Morì nel 1999 all'età di 95 anni.